# Rührkessel

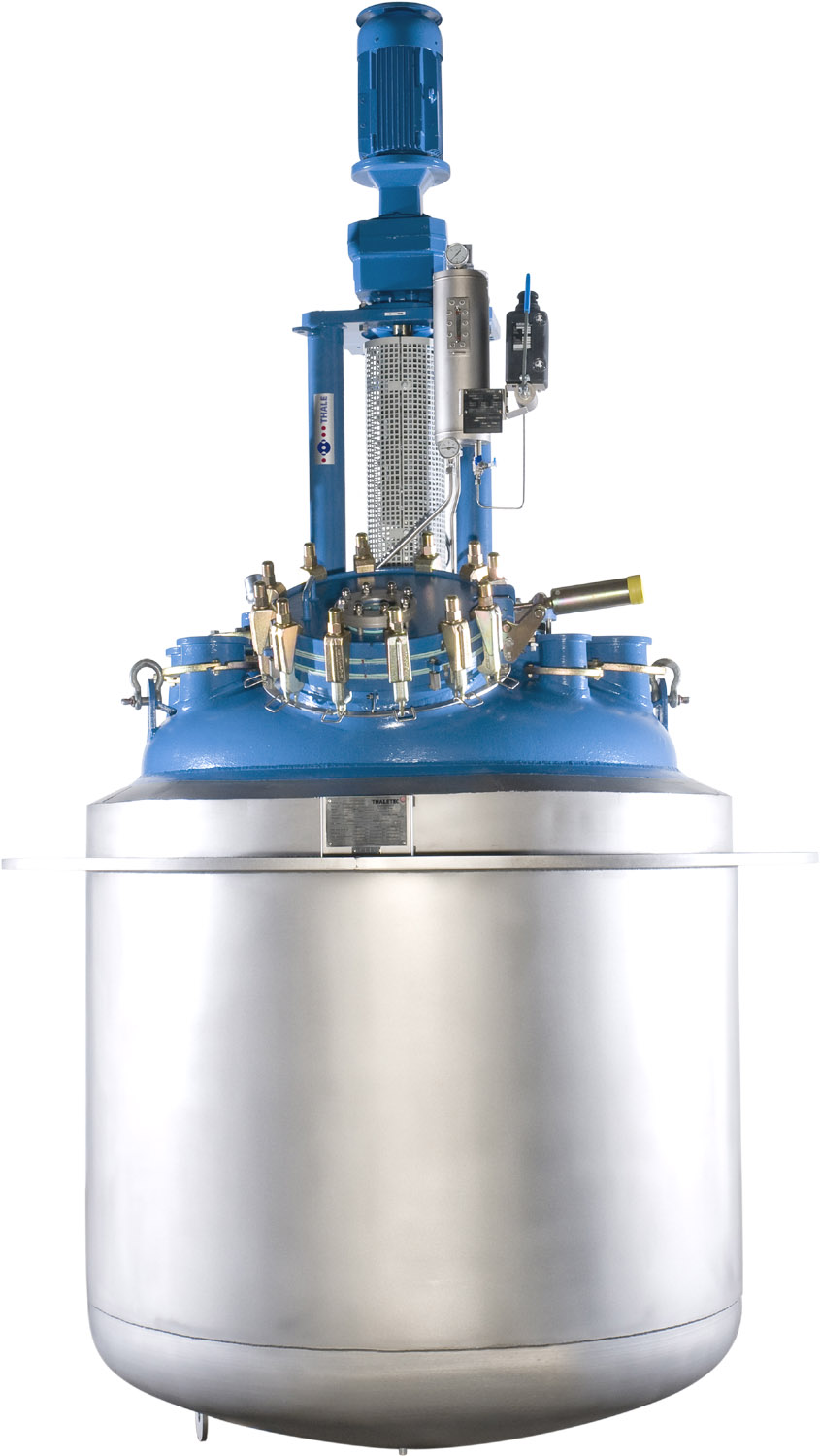
Ansicht eines emaillierten Rührbehälters der Bauform BE nach DIN 28136

Skizze eines Rührkessels

Ein Rührkessel ist ein verfahrenstechnischer Apparat, der aus Rührwerk und Behälter besteht.

## Aufbau

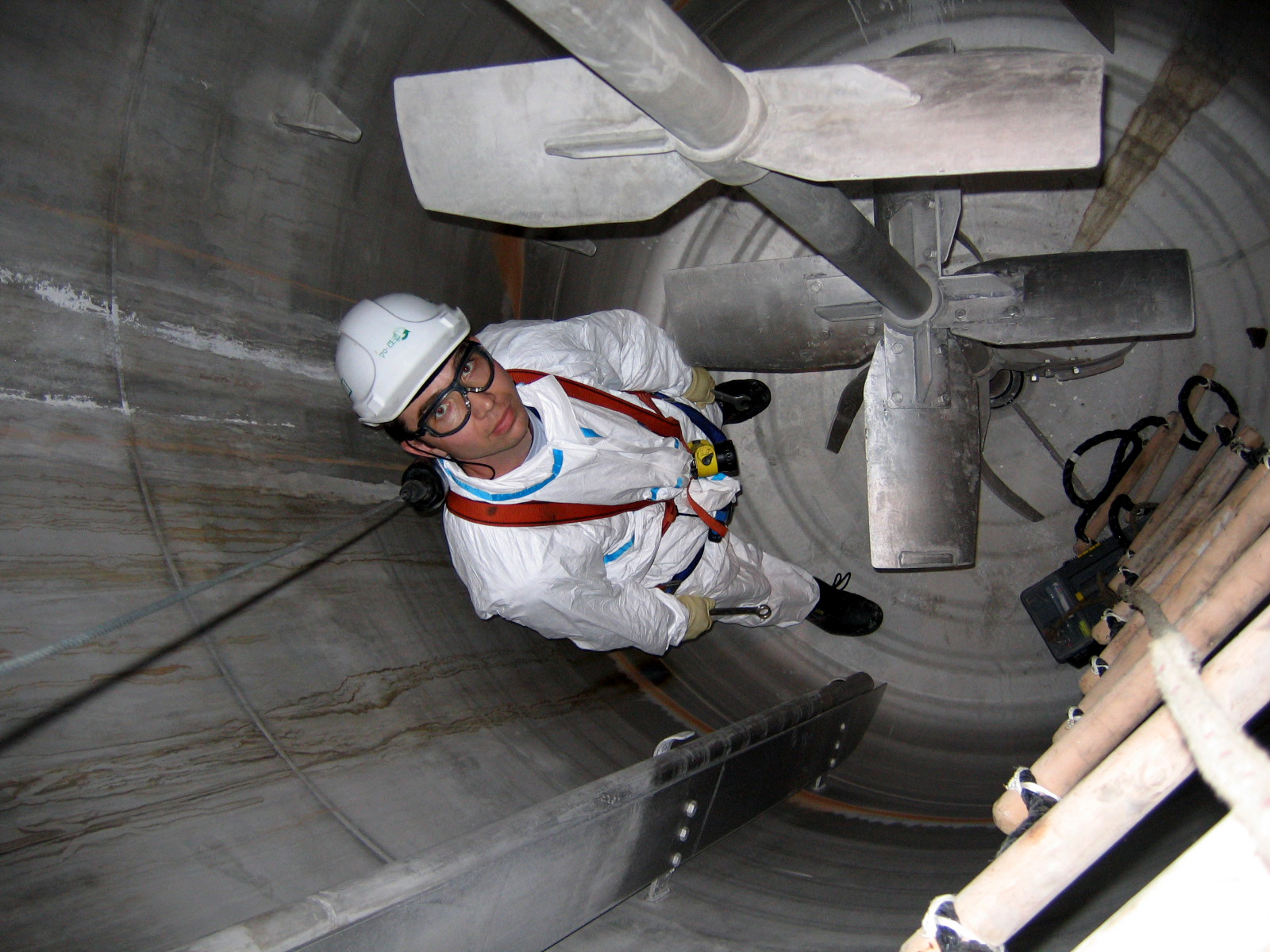
Blick in einen Rührkessel

Der klassische Rührkessel besteht im Wesentlichen aus folgenden Teilen (vgl. Skizze eines Rührkessels):
- Behälter: aus senkrechter zylindrischer Zarge und gewölbtem Boden (oft Korbbogenboden oder Klöpperboden).
- Deckel oder „oberer Boden“: meist gewölbt, mit einem Flansch an der Zarge befestigt oder alternativ mit der Zarge verschweißt.
- Rührwerk (Agitator): mit Welle, Rührer und gegebenenfalls an der Wandung angebrachten oder durch einen Behälterstutzen eingesteckten Stromstörern,
- Laterne auf dem Deckel (Motor): hier sind Lager, Wellendichtungen, Getriebe und Antrieb zusammengefasst.
- Stutzen: für die Inspektion (Mannloch), für Zu- und Abflüsse.
- Ein Doppelmantel oder eine Halbrohrschlange oder Vollrohrschlangen.
- Eine Zu- und Abfuhr für die Charge (Feed bzw. Mixed product)

In der chemischen Industrie dominiert der aus Stahl (Kohlenstoffstahl oder rostfreier (z. B. austenitischer) Stahl) gefertigte Rührkessel mit wenigen Kubikmetern Inhalt als Vielzweckreaktor. Er wird häufig chargenweise betrieben, aber auch mit kontinuierlichem Zu- und Abfluss in Reihe mit anderen Apparaten oder als Rührkesselkaskade. Für die Verfahrensentwicklung oder für geringere Mengen werden Rührkessel mit wenigen Litern als Technikumsgeräte eingesetzt. Industrielle Geräte erreichen Inhalte von mehreren 100 Kubikmetern Inhalt als Mischbehälter.
Rührkessel sind zum Schutz vor Korrosion häufig emailliert, mit Kunststoff-Linern aus PTFE ausgekleidet, gummiert, verbleit oder aus rostfreiem Stahl, glasfaserverstärktem Kunststoff oder Glas gefertigt. Der gesamte Aufbau des Rührkessels wird oftmals als „Blase“ bezeichnet.
Bei innerem Überdruck über 0,5 bar sind solche Behälter als Druckgerät im Sinne der Druckgeräterichtlinie 2014/68/EU zu benutzen, der Hersteller hat die grundlegenden Sicherheitsanforderungen dieser Richtlinie einzuhalten.

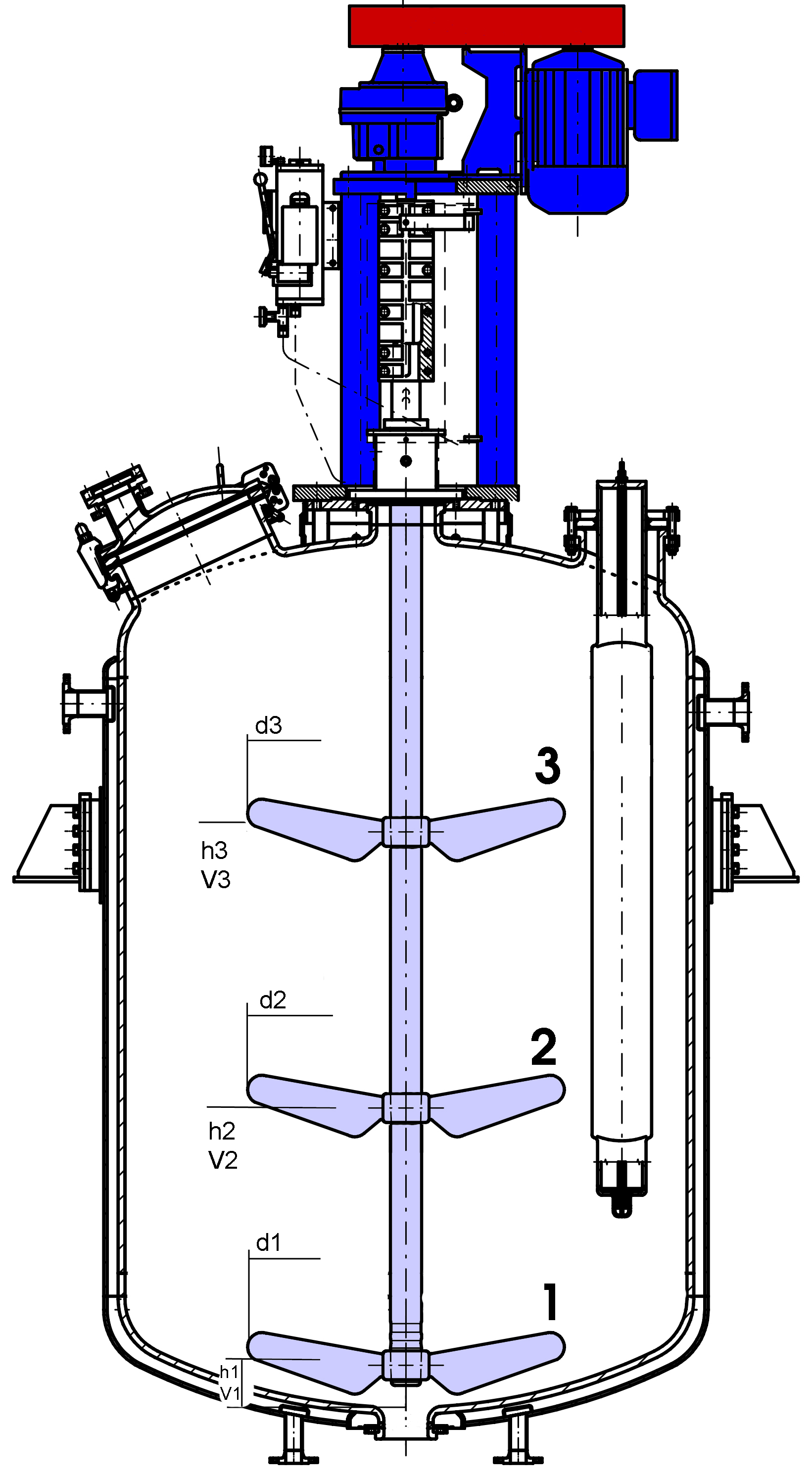
Schnitt durch einen emaillierten Rührbehälter mit Doppelmantel sowie mit Antrieb, 3-stufigem Rührsystem und Stromstörer.

## Zweck
Der Rührkessel dient
- als Reaktor für chemische oder biologische Reaktionen
- zum Homogenisieren
- zum Suspendieren
- zum Emulgieren
- zum Begasen
- zur Wärmeübertragung

von Flüssigkeiten.
In der Regel ist die Aufgabe eine Kombination der o. g. verfahrenstechnischen Grundoperationen.

## Rührer
Es stehen zahlreiche Rührertypen zur Auswahl, die je nach dem Medium und der Aufgabe gewählt werden.
Grundsätzlich unterscheidet man von axial (in der Regel nach unten) oder radial (zur Seite) fördernden Rührern. Um das Mitrotieren der Flüssigkeit und die dabei auftretende Bildung von Tromben zu verhindern und höhere Turbulenz zu erzeugen, werden häufig Hindernisse, sogenannte Stromstörer (engl. baffles) an der Behälterwand installiert. Diese verbessern die Durchmischung bei gleich bleibender Rührerleistung, erhöhen jedoch die erforderliche Rührerleistung bei gleich bleibender Drehzahl.
Bei emaillierten Behältern werden die Stromstörer durch entsprechende Stutzen am oberen Boden des Apparates eingesteckt und mit dem Stutzen verflanscht. Die Rührerauswahl richtet sich nach der Rühraufgabe, der Zähigkeit des Mediums, der Scherfestigkeit (Notwendigkeit der Schonung des Mediums) oder danach, welche Rührerleistung zur Verfügung steht.

## Verfahrenstechnik
Die verfahrenstechnische Auslegung eines Rührkessels wird die Grundoperationen bestimmt. Die Bestimmung des Leistungsbedarfs von Rührern erfolgt anhand von Ähnlichkeitsbetrachtungen und Hochrechnungen aus Versuchen im Labor- und Technikumsmaßstab. Diese Berechnung wird nach dem englischen Begriff in der Fachsprache Scale-up genannt.
Wegen der besseren Vergleichbarkeit von Rührkesseln unterschiedlicher Größe werden diese vorzugsweise so gebaut, dass das Verhältnis Füllhöhe zu Durchmesser gleich ist. Verbreitet ist für Newtonsche Flüssigkeiten die Auslegung über Diagramme mittels Newton-Zahl und Reynolds-Zahl. Die erforderliche Leistung ergibt sich aus den zu erwartenden Reibungsverlusten im Medium und dem Wirkungsgrad des Antriebs. Weitere Erläuterungen zur Auslegung finden sich unter Laborreaktorsysteme.

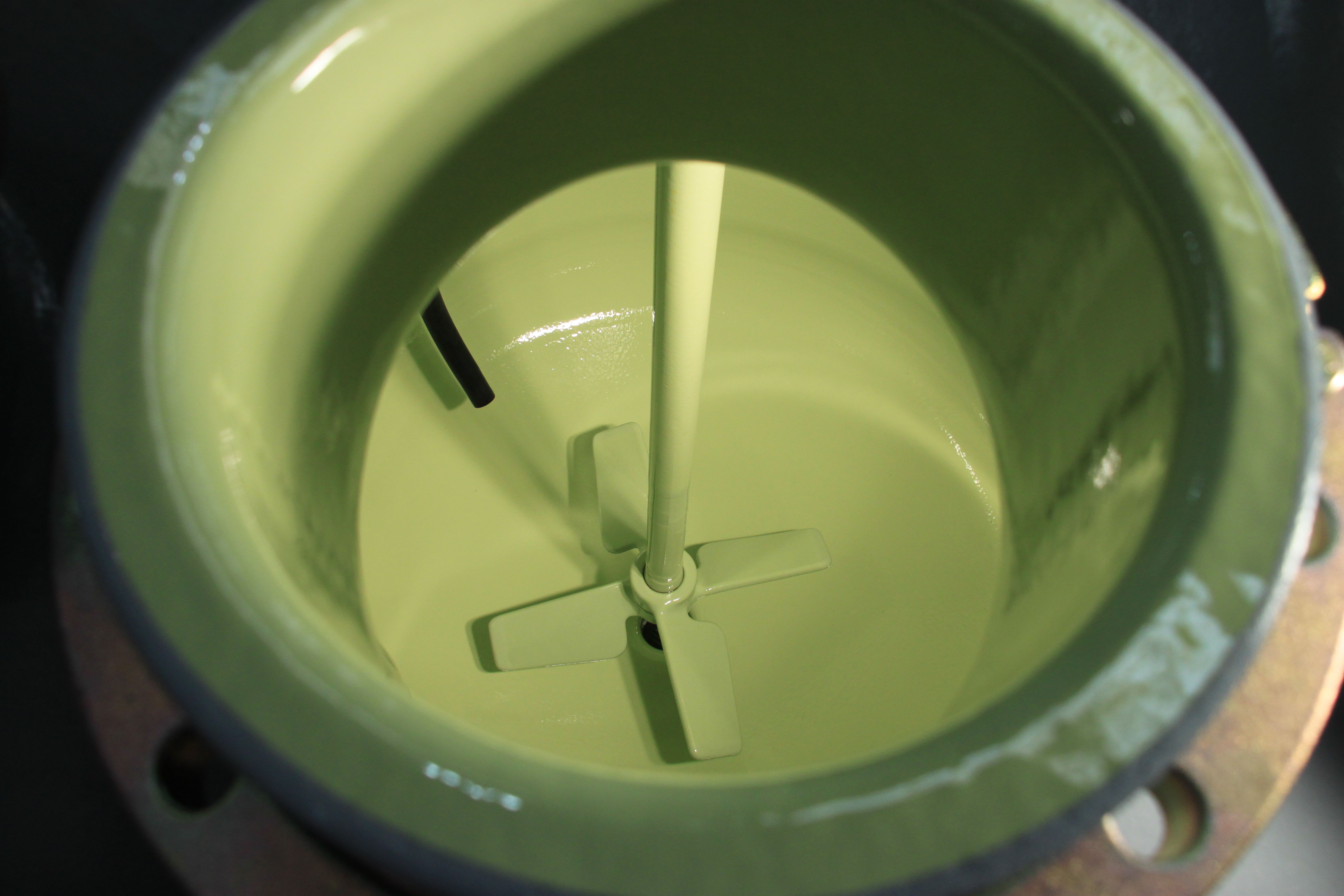
Emaillierter Rührbehälter, emailliert mit Spezialemail für biokorrosive Verfahren

## Idealer Rührkessel
Der ideale Rührkessel ist keine tatsächlich vorhandene Anlage, sondern ein mathematisches Modell zur verfahrenstechnischen Betrachtung von Rührkesseln, und damit ein Beispiel für einen idealen Reaktor. Dabei geht man davon aus, dass der Zweck eines Rührkessels darin besteht, die eingeleiteten Substanzen vollkommen zu homogenisieren. Im idealen Rührkessel findet eine vollständige Durchmischung ohne Gradienten statt, so dass die Konzentrationen der Komponenten (das heißt die Zusammensetzung des Inhalts) und die Temperatur an jedem Ort des Behälters gleich sind und mit Zusammensetzung und Temperatur des Ablaufstroms übereinstimmen; man spricht daher auch vom ideal durchmischten Rührkessel. Bei der Betrachtung des kontinuierlichen Betriebes wird angenommen, dass die zugeleiteten Komponenten ohne Zeitverzögerung das Mischungsverhältnis und die Temperatur annehmen, die im Behälter herrschen.